# Albinykus
Albinykus („bílý dráp“) byl rod teropodního dinosaura z čeledi Alvarezsauridae, který žil v období pozdní křídy na území dnešního Mongolska.

## Popis
Jednalo se o velmi malého dinosaura, jehož hmotnost zřejmě nepřesáhla 1 kilogram a délka zhruba 60 centimetrů.
Fosilie tohoto dinosaura představují neúplnou kostru v "sedící" pozici s dolní částí nohou složených pod tělem. V tomto rysu se velmi podobal ptákům. Dinosaura popsali na počátku roku 2011 paleontologové Sterling J. Nesbitt, Julia A. Clarke, Alan H. Turner a Mark A. Norell. Typový druh je A. baatar.
Podobně jako ostatní alvarezsauridi byl i tento druh malým opeřeným bipedním hmyzožravcem nebo všežravcem, vykazujícím četné anatomické adaptace pro svůj specializovaný způsob života.